# Тихри-Гархвал
Тихри-Гархвал (англ. Tehri Garhwal) — округ в индийском штате Уттаракханд в регионе Гархвал. На севере граничит с округом Уттаркаши, на востоке — с округом Рудрапраяг, на юге — с округом Паури-Гархвал и на западе — с округом Дехрадун. Административный центр округа — Нью-Тихри. На территории округа расположено 1847 населённых пунктов. В 1997 году восточная часть Тихри-Гархвала вошла в состав округа Рудрапраяг.
Согласно всеиндийской переписи 2001 года, население округа составляло 604 747 человек, из них индуистов — 596 769, мусульман — 6390 (1,05 %) и сикхов — 561 человек.